# Liste des planètes mineures (565001-566000)
Voici la liste des planètes mineures numérotées de 565001 à 566000. Les planètes mineures sont numérotées lorsque leur orbite est confirmée, ce qui peut parfois se produire longtemps après leur découverte. Elles sont classées ici par leur numéro.

## Planètes mineures 565001 à 566000
- (565001) 2017 BE2
- (565002) 2017 BT2
- (565003) 2017 BX2
- (565004) 2017 BY4
- (565005) 2017 BZ4
- (565006) 2017 BA5
- (565007) 2017 BH7
- (565008) 2017 BX7
- (565009) 2017 BD8
- (565010) 2017 BJ8
- (565011) 2017 BM8
- (565012) 2017 BP8
- (565013) 2017 BU8
- (565014) 2017 BX8
- (565015) 2017 BY8
- (565016) 2017 BU9
- (565017) 2017 BZ9
- (565018) 2017 BC10
- (565019) 2017 BJ11
- (565020) 2017 BK11
- (565021) 2017 BV11
- (565022) 2017 BZ11
- (565023) 2017 BG12
- (565024) 2017 BH12
- (565025) 2017 BK14
- (565026) 2017 BU14
- (565027) 2017 BW14
- (565028) 2017 BK16
- (565029) 2017 BO16
- (565030) 2017 BS16
- (565031) 2017 BT16
- (565032) 2017 BU16
- (565033) 2017 BV16
- (565034) 2017 BC17
- (565035) 2017 BG17
- (565036) 2017 BN17
- (565037) 2017 BY17
- (565038) 2017 BE19
- (565039) 2017 BK19
- (565040) 2017 BL19
- (565041) 2017 BC24
- (565042) 2017 BL24
- (565043) 2017 BC27
- (565044) 2017 BS27
- (565045) 2017 BV30
- (565046) 2017 BF33
- (565047) 2017 BH33
- (565048) 2017 BJ33
- (565049) 2017 BU33
- (565050) 2017 BL34
- (565051) 2017 BX34
- (565052) 2017 BA35
- (565053) 2017 BM35
- (565054) 2017 BN35
- (565055) 2017 BO35
- (565056) 2017 BN36
- (565057) 2017 BO36
- (565058) 2017 BT36
- (565059) 2017 BZ36
- (565060) 2017 BD37
- (565061) 2017 BS37
- (565062) 2017 BW37
- (565063) 2017 BX39
- (565064) 2017 BA40
- (565065) 2017 BM40
- (565066) 2017 BN41
- (565067) 2017 BY41
- (565068) 2017 BC42
- (565069) 2017 BZ42
- (565070) 2017 BM44
- (565071) 2017 BP44
- (565072) 2017 BA45
- (565073) 2017 BS46
- (565074) 2017 BU46
- (565075) 2017 BJ47
- (565076) 2017 BM47
- (565077) 2017 BO47
- (565078) 2017 BR47
- (565079) 2017 BU47
- (565080) 2017 BQ48
- (565081) 2017 BE49
- (565082) 2017 BG49
- (565083) 2017 BM49
- (565084) 2017 BC50
- (565085) 2017 BM50
- (565086) 2017 BR51
- (565087) 2017 BT51
- (565088) 2017 BX52
- (565089) 2017 BD53
- (565090) 2017 BA54
- (565091) 2017 BP54
- (565092) 2017 BA55
- (565093) 2017 BF56
- (565094) 2017 BU57
- (565095) 2017 BY57
- (565096) 2017 BQ58
- (565097) 2017 BJ59
- (565098) 2017 BL59
- (565099) 2017 BB62
- (565100) 2017 BM62
- (565101) 2017 BT62
- (565102) 2017 BX62
- (565103) 2017 BD63
- (565104) 2017 BM63
- (565105) 2017 BU63
- (565106) 2017 BG64
- (565107) 2017 BN64
- (565108) 2017 BS64
- (565109) 2017 BD65
- (565110) 2017 BU65
- (565111) 2017 BD67
- (565112) 2017 BH67
- (565113) 2017 BG68
- (565114) 2017 BW68
- (565115) 2017 BB69
- (565116) 2017 BC69
- (565117) 2017 BW70
- (565118) 2017 BC74
- (565119) 2017 BG76
- (565120) 2017 BD78
- (565121) 2017 BH79
- (565122) 2017 BC82
- (565123) 2017 BE82
- (565124) 2017 BP82
- (565125) 2017 BV82
- (565126) 2017 BW82
- (565127) 2017 BB83
- (565128) 2017 BH83
- (565129) 2017 BL83
- (565130) 2017 BP83
- (565131) 2017 BQ83
- (565132) 2017 BE86
- (565133) 2017 BL86
- (565134) 2017 BM86
- (565135) 2017 BZ86
- (565136) 2017 BD90
- (565137) 2017 BF94
- (565138) 2017 BS94
- (565139) Sumshchyna
- (565140) 2017 BA97
- (565141) 2017 BL97
- (565142) 2017 BO97
- (565143) 2017 BT97
- (565144) 2017 BD98
- (565145) 2017 BG98
- (565146) 2017 BY98
- (565147) 2017 BB99
- (565148) 2017 BT99
- (565149) 2017 BL100
- (565150) 2017 BX100
- (565151) 2017 BG101
- (565152) 2017 BL101
- (565153) 2017 BU102
- (565154) 2017 BT103
- (565155) 2017 BV106
- (565156) 2017 BT110
- (565157) 2017 BY110
- (565158) 2017 BV111
- (565159) 2017 BT112
- (565160) 2017 BZ112
- (565161) 2017 BO113
- (565162) 2017 BF114
- (565163) 2017 BV115
- (565164) 2017 BC117
- (565165) 2017 BP117
- (565166) 2017 BD118
- (565167) 2017 BY118
- (565168) 2017 BY119
- (565169) 2017 BS121
- (565170) 2017 BF122
- (565171) 2017 BV122
- (565172) 2017 BA123
- (565173) 2017 BQ123
- (565174) 2017 BT123
- (565175) 2017 BZ124
- (565176) 2017 BT125
- (565177) 2017 BV125
- (565178) 2017 BX125
- (565179) 2017 BR126
- (565180) 2017 BY126
- (565181) 2017 BH127
- (565182) 2017 BK127
- (565183) 2017 BR127
- (565184) Janusz
- (565185) 2017 BG131
- (565186) 2017 BL131
- (565187) 2017 BW132
- (565188) 2017 BQ136
- (565189) 2017 BR136
- (565190) 2017 BX137
- (565191) 2017 BV138
- (565192) 2017 BB140
- (565193) 2017 BF140
- (565194) 2017 BG140
- (565195) 2017 BB155
- (565196) 2017 BN156
- (565197) 2017 BM159
- (565198) 2017 BS160
- (565199) 2017 BU161
- (565200) 2017 BP163
- (565201) 2017 CD2
- (565202) 2017 CE2
- (565203) 2017 CH2
- (565204) 2017 CZ2
- (565205) 2017 CC3
- (565206) 2017 CJ3
- (565207) 2017 CH4
- (565208) 2017 CJ4
- (565209) 2017 CL4
- (565210) 2017 CM4
- (565211) 2017 CB6
- (565212) 2017 CB8
- (565213) 2017 CT9
- (565214) 2017 CY9
- (565215) 2017 CQ10
- (565216) 2017 CT10
- (565217) 2017 CY10
- (565218) 2017 CB11
- (565219) 2017 CC11
- (565220) 2017 CD11
- (565221) 2017 CE11
- (565222) 2017 CK11
- (565223) 2017 CD12
- (565224) 2017 CD13
- (565225) 2017 CB14
- (565226) 2017 CV14
- (565227) 2017 CP17
- (565228) 2017 CZ17
- (565229) 2017 CL18
- (565230) 2017 CE19
- (565231) 2017 CC20
- (565232) 2017 CW20
- (565233) 2017 CY23
- (565234) 2017 CE25
- (565235) 2017 CK27
- (565236) 2017 CO27
- (565237) 2017 CX28
- (565238) 2017 CZ28
- (565239) 2017 CC29
- (565240) 2017 CE30
- (565241) 2017 CB31
- (565242) 2017 CM31
- (565243) 2017 CT31
- (565244) 2017 CC32
- (565245) 2017 CR33
- (565246) 2017 CA34
- (565247) 2017 CV34
- (565248) 2017 CA35
- (565249) 2017 CB35
- (565250) 2017 CL35
- (565251) 2017 CP35
- (565252) 2017 CA40
- (565253) 2017 CC43
- (565254) 2017 DR
- (565255) 2017 DS
- (565256) 2017 DT
- (565257) 2017 DF1
- (565258) 2017 DG1
- (565259) 2017 DV1
- (565260) 2017 DO2
- (565261) 2017 DQ2
- (565262) 2017 DS2
- (565263) 2017 DV2
- (565264) 2017 DT3
- (565265) 2017 DZ3
- (565266) 2017 DC4
- (565267) 2017 DV4
- (565268) 2017 DD5
- (565269) 2017 DM6
- (565270) 2017 DR6
- (565271) 2017 DU6
- (565272) 2017 DC7
- (565273) 2017 DK7
- (565274) 2017 DM7
- (565275) 2017 DP7
- (565276) 2017 DT8
- (565277) 2017 DW8
- (565278) 2017 DZ8
- (565279) 2017 DB9
- (565280) 2017 DC9
- (565281) 2017 DT9
- (565282) 2017 DU9
- (565283) 2017 DX9
- (565284) 2017 DE10
- (565285) 2017 DV10
- (565286) 2017 DZ10
- (565287) 2017 DF11
- (565288) 2017 DP11
- (565289) 2017 DT11
- (565290) 2017 DA12
- (565291) 2017 DO12
- (565292) 2017 DQ12
- (565293) 2017 DK13
- (565294) 2017 DB14
- (565295) 2017 DD14
- (565296) 2017 DL14
- (565297) 2017 DM14
- (565298) 2017 DY17
- (565299) 2017 DH18
- (565300) 2017 DZ18
- (565301) 2017 DH19
- (565302) 2017 DP19
- (565303) 2017 DW19
- (565304) 2017 DW20
- (565305) 2017 DP22
- (565306) 2017 DZ22
- (565307) 2017 DQ23
- (565308) 2017 DA25
- (565309) 2017 DF25
- (565310) 2017 DV25
- (565311) 2017 DW25
- (565312) 2017 DQ28
- (565313) 2017 DF29
- (565314) 2017 DX29
- (565315) 2017 DN30
- (565316) 2017 DP30
- (565317) 2017 DV30
- (565318) 2017 DP31
- (565319) 2017 DQ31
- (565320) 2017 DG32
- (565321) 2017 DR32
- (565322) 2017 DT32
- (565323) 2017 DU32
- (565324) 2017 DJ33
- (565325) 2017 DK33
- (565326) 2017 DN33
- (565327) 2017 DX33
- (565328) 2017 DH35
- (565329) 2017 DH36
- (565330) 2017 DJ38
- (565331) 2017 DG39
- (565332) 2017 DW39
- (565333) 2017 DB41
- (565334) 2017 DE42
- (565335) 2017 DU42
- (565336) 2017 DW42
- (565337) 2017 DJ43
- (565338) 2017 DO44
- (565339) 2017 DU44
- (565340) 2017 DC46
- (565341) 2017 DA47
- (565342) 2017 DE47
- (565343) 2017 DJ47
- (565344) 2017 DL47
- (565345) 2017 DS47
- (565346) 2017 DU47
- (565347) 2017 DP48
- (565348) 2017 DW49
- (565349) 2017 DL50
- (565350) 2017 DR50
- (565351) 2017 DT50
- (565352) 2017 DB51
- (565353) 2017 DO51
- (565354) 2017 DC52
- (565355) 2017 DP52
- (565356) 2017 DG54
- (565357) 2017 DH54
- (565358) 2017 DW54
- (565359) 2017 DN55
- (565360) 2017 DW55
- (565361) 2017 DY55
- (565362) 2017 DJ58
- (565363) 2017 DF60
- (565364) 2017 DG60
- (565365) 2017 DL61
- (565366) 2017 DA62
- (565367) 2017 DC62
- (565368) 2017 DM62
- (565369) 2017 DS62
- (565370) 2017 DS63
- (565371) 2017 DJ65
- (565372) 2017 DW65
- (565373) 2017 DL67
- (565374) 2017 DE68
- (565375) 2017 DR68
- (565376) 2017 DN69
- (565377) 2017 DA70
- (565378) 2017 DE70
- (565379) 2017 DA71
- (565380) 2017 DB71
- (565381) 2017 DC71
- (565382) 2017 DH71
- (565383) 2017 DK71
- (565384) 2017 DY71
- (565385) 2017 DA72
- (565386) 2017 DB72
- (565387) 2017 DP72
- (565388) 2017 DR72
- (565389) 2017 DV72
- (565390) 2017 DZ72
- (565391) 2017 DQ73
- (565392) 2017 DU73
- (565393) 2017 DS74
- (565394) 2017 DZ74
- (565395) 2017 DO75
- (565396) 2017 DP75
- (565397) 2017 DR75
- (565398) 2017 DG76
- (565399) 2017 DJ76
- (565400) 2017 DV76
- (565401) 2017 DW76
- (565402) 2017 DV77
- (565403) 2017 DF78
- (565404) 2017 DN78
- (565405) 2017 DO78
- (565406) 2017 DY78
- (565407) 2017 DB79
- (565408) 2017 DK79
- (565409) 2017 DL79
- (565410) 2017 DP79
- (565411) 2017 DR79
- (565412) 2017 DE80
- (565413) 2017 DQ80
- (565414) 2017 DS80
- (565415) 2017 DC81
- (565416) 2017 DF81
- (565417) 2017 DM81
- (565418) 2017 DQ81
- (565419) 2017 DW81
- (565420) 2017 DK82
- (565421) 2017 DM82
- (565422) 2017 DC83
- (565423) 2017 DE83
- (565424) 2017 DB84
- (565425) 2017 DL84
- (565426) 2017 DM84
- (565427) 2017 DZ84
- (565428) 2017 DC85
- (565429) 2017 DD85
- (565430) 2017 DP85
- (565431) 2017 DG86
- (565432) 2017 DX86
- (565433) 2017 DD87
- (565434) 2017 DL87
- (565435) 2017 DM87
- (565436) 2017 DO87
- (565437) 2017 DJ88
- (565438) 2017 DN89
- (565439) 2017 DZ89
- (565440) 2017 DE91
- (565441) 2017 DP91
- (565442) 2017 DT92
- (565443) 2017 DC93
- (565444) 2017 DH93
- (565445) 2017 DQ93
- (565446) 2017 DT93
- (565447) 2017 DA94
- (565448) 2017 DE95
- (565449) 2017 DG96
- (565450) 2017 DQ96
- (565451) 2017 DS97
- (565452) 2017 DC98
- (565453) 2017 DA99
- (565454) 2017 DK99
- (565455) 2017 DX99
- (565456) 2017 DJ100
- (565457) 2017 DR100
- (565458) 2017 DC101
- (565459) 2017 DQ101
- (565460) 2017 DC102
- (565461) 2017 DR102
- (565462) 2017 DY102
- (565463) 2017 DZ102
- (565464) 2017 DR103
- (565465) 2017 DX103
- (565466) 2017 DZ103
- (565467) 2017 DJ104
- (565468) 2017 DM104
- (565469) 2017 DO104
- (565470) 2017 DD105
- (565471) 2017 DK105
- (565472) 2017 DM105
- (565473) 2017 DR105
- (565474) 2017 DV105
- (565475) 2017 DY105
- (565476) 2017 DT106
- (565477) 2017 DX106
- (565478) 2017 DE107
- (565479) 2017 DA108
- (565480) 2017 DO108
- (565481) 2017 DS108
- (565482) 2017 DB110
- (565483) 2017 DG110
- (565484) 2017 DO110
- (565485) 2017 DS110
- (565486) 2017 DT110
- (565487) 2017 DV110
- (565488) 2017 DY110
- (565489) 2017 DZ110
- (565490) 2017 DH111
- (565491) 2017 DS111
- (565492) 2017 DY111
- (565493) 2017 DD113
- (565494) 2017 DH113
- (565495) 2017 DL113
- (565496) 2017 DD114
- (565497) 2017 DE114
- (565498) 2017 DG114
- (565499) 2017 DJ114
- (565500) 2017 DP114
- (565501) 2017 DQ114
- (565502) 2017 DT114
- (565503) 2017 DA115
- (565504) 2017 DF115
- (565505) 2017 DH115
- (565506) 2017 DN115
- (565507) 2017 DT115
- (565508) 2017 DE116
- (565509) 2017 DR116
- (565510) 2017 DT116
- (565511) 2017 DE117
- (565512) 2017 DK117
- (565513) 2017 DM117
- (565514) 2017 DX117
- (565515) 2017 DE118
- (565516) 2017 DH118
- (565517) 2017 DZ118
- (565518) 2017 DA119
- (565519) 2017 DC119
- (565520) 2017 DF119
- (565521) 2017 DK119
- (565522) 2017 DP119
- (565523) 2017 DU120
- (565524) 2017 DE121
- (565525) 2017 DR121
- (565526) 2017 DX121
- (565527) 2017 DY121
- (565528) 2017 DC122
- (565529) 2017 DG122
- (565530) 2017 DK122
- (565531) 2017 DC123
- (565532) 2017 DR124
- (565533) 2017 DP125
- (565534) 2017 DS125
- (565535) 2017 DW126
- (565536) 2017 DP134
- (565537) 2017 EP1
- (565538) 2017 EW4
- (565539) 2017 EZ4
- (565540) 2017 EF5
- (565541) 2017 ER5
- (565542) 2017 ES5
- (565543) 2017 EK6
- (565544) 2017 EU7
- (565545) 2017 EW7
- (565546) 2017 EL8
- (565547) 2017 EU8
- (565548) 2017 ED9
- (565549) 2017 EE9
- (565550) 2017 EF9
- (565551) 2017 EO9
- (565552) 2017 EF12
- (565553) 2017 EJ12
- (565554) 2017 EY12
- (565555) 2017 EG13
- (565556) 2017 EH13
- (565557) 2017 EA14
- (565558) 2017 EN14
- (565559) 2017 EV14
- (565560) 2017 EZ14
- (565561) 2017 EJ17
- (565562) 2017 EV17
- (565563) 2017 EW17
- (565564) 2017 EE18
- (565565) 2017 EZ18
- (565566) 2017 EE19
- (565567) 2017 EO19
- (565568) 2017 EX20
- (565569) 2017 EA21
- (565570) 2017 ED21
- (565571) Shtol
- (565572) 2017 EK23
- (565573) 2017 ER23
- (565574) 2017 ET23
- (565575) 2017 EU23
- (565576) 2017 EA24
- (565577) 2017 EE24
- (565578) 2017 EG24
- (565579) 2017 EU24
- (565580) 2017 EV24
- (565581) 2017 EC34
- (565582) 2017 FQ3
- (565583) 2017 FQ4
- (565584) 2017 FD5
- (565585) 2017 FQ5
- (565586) 2017 FW5
- (565587) 2017 FA6
- (565588) 2017 FE6
- (565589) 2017 FL6
- (565590) 2017 FV6
- (565591) 2017 FQ7
- (565592) 2017 FC8
- (565593) 2017 FO8
- (565594) 2017 FW8
- (565595) 2017 FK9
- (565596) 2017 FR9
- (565597) 2017 FV9
- (565598) 2017 FF10
- (565599) 2017 FO10
- (565600) 2017 FB11
- (565601) 2017 FS11
- (565602) 2017 FZ11
- (565603) 2017 FS12
- (565604) 2017 FB13
- (565605) 2017 FG13
- (565606) 2017 FK13
- (565607) 2017 FT13
- (565608) 2017 FM14
- (565609) 2017 FN14
- (565610) 2017 FQ14
- (565611) 2017 FR14
- (565612) 2017 FD15
- (565613) 2017 FQ15
- (565614) 2017 FZ15
- (565615) 2017 FC20
- (565616) 2017 FN20
- (565617) 2017 FS20
- (565618) 2017 FP21
- (565619) 2017 FH22
- (565620) 2017 FN22
- (565621) 2017 FO22
- (565622) 2017 FJ23
- (565623) 2017 FQ23
- (565624) 2017 FV23
- (565625) 2017 FS24
- (565626) 2017 FO25
- (565627) 2017 FU25
- (565628) 2017 FX25
- (565629) 2017 FJ26
- (565630) 2017 FT27
- (565631) 2017 FM28
- (565632) 2017 FV28
- (565633) 2017 FG29
- (565634) 2017 FR29
- (565635) 2017 FB30
- (565636) 2017 FQ30
- (565637) 2017 FO31
- (565638) 2017 FT31
- (565639) 2017 FV31
- (565640) 2017 FC32
- (565641) 2017 FK32
- (565642) 2017 FN32
- (565643) 2017 FT32
- (565644) 2017 FX32
- (565645) 2017 FZ32
- (565646) 2017 FD33
- (565647) 2017 FD34
- (565648) 2017 FJ35
- (565649) 2017 FV35
- (565650) 2017 FZ35
- (565651) 2017 FZ36
- (565652) 2017 FG37
- (565653) 2017 FC38
- (565654) 2017 FJ38
- (565655) 2017 FC39
- (565656) 2017 FP39
- (565657) 2017 FS39
- (565658) 2017 FX39
- (565659) 2017 FA40
- (565660) 2017 FE40
- (565661) 2017 FP40
- (565662) 2017 FR40
- (565663) 2017 FY40
- (565664) 2017 FG41
- (565665) 2017 FP41
- (565666) 2017 FQ41
- (565667) 2017 FV41
- (565668) 2017 FP42
- (565669) 2017 FX42
- (565670) 2017 FB44
- (565671) 2017 FR45
- (565672) 2017 FG46
- (565673) 2017 FW48
- (565674) 2017 FR50
- (565675) 2017 FO51
- (565676) 2017 FU51
- (565677) 2017 FC52
- (565678) 2017 FO52
- (565679) 2017 FL54
- (565680) 2017 FR54
- (565681) 2017 FS54
- (565682) 2017 FP57
- (565683) 2017 FR58
- (565684) 2017 FT59
- (565685) 2017 FK60
- (565686) 2017 FV60
- (565687) 2017 FE61
- (565688) 2017 FX61
- (565689) 2017 FK64
- (565690) 2017 FW65
- (565691) 2017 FH66
- (565692) 2017 FS67
- (565693) 2017 FV67
- (565694) 2017 FW67
- (565695) 2017 FV69
- (565696) 2017 FX69
- (565697) 2017 FA70
- (565698) 2017 FF70
- (565699) 2017 FZ71
- (565700) 2017 FB72
- (565701) 2017 FT72
- (565702) 2017 FG74
- (565703) 2017 FP74
- (565704) 2017 FW74
- (565705) 2017 FA75
- (565706) 2017 FH77
- (565707) 2017 FW77
- (565708) 2017 FY77
- (565709) 2017 FL79
- (565710) 2017 FN79
- (565711) 2017 FU81
- (565712) 2017 FA82
- (565713) 2017 FB82
- (565714) 2017 FJ82
- (565715) 2017 FM82
- (565716) 2017 FL83
- (565717) 2017 FC84
- (565718) 2017 FD84
- (565719) 2017 FQ84
- (565720) 2017 FV86
- (565721) 2017 FM87
- (565722) 2017 FF88
- (565723) 2017 FG88
- (565724) 2017 FK88
- (565725) 2017 FL88
- (565726) 2017 FW88
- (565727) 2017 FQ89
- (565728) 2017 FY91
- (565729) 2017 FL92
- (565730) 2017 FQ92
- (565731) 2017 FA94
- (565732) 2017 FZ94
- (565733) 2017 FC95
- (565734) 2017 FG95
- (565735) 2017 FE96
- (565736) 2017 FH96
- (565737) 2017 FD97
- (565738) 2017 FG97
- (565739) 2017 FH97
- (565740) 2017 FP97
- (565741) 2017 FE98
- (565742) 2017 FU98
- (565743) 2017 FW98
- (565744) 2017 FZ98
- (565745) 2017 FA99
- (565746) 2017 FJ99
- (565747) 2017 FV99
- (565748) 2017 FU100
- (565749) 2017 FY100
- (565750) 2017 FO103
- (565751) 2017 FY103
- (565752) 2017 FB104
- (565753) 2017 FS104
- (565754) 2017 FA105
- (565755) 2017 FF105
- (565756) 2017 FD106
- (565757) 2017 FQ106
- (565758) 2017 FU106
- (565759) 2017 FD108
- (565760) 2017 FX108
- (565761) 2017 FE109
- (565762) 2017 FZ109
- (565763) 2017 FK110
- (565764) 2017 FN111
- (565765) 2017 FH114
- (565766) 2017 FO114
- (565767) 2017 FT114
- (565768) 2017 FB117
- (565769) 2017 FS119
- (565770) 2017 FY119
- (565771) 2017 FR120
- (565772) 2017 FW120
- (565773) 2017 FF121
- (565774) 2017 FG121
- (565775) 2017 FH121
- (565776) 2017 FL121
- (565777) 2017 FP121
- (565778) 2017 FT121
- (565779) 2017 FY121
- (565780) Kopaszimre
- (565781) 2017 FB123
- (565782) 2017 FM123
- (565783) 2017 FJ124
- (565784) 2017 FU124
- (565785) 2017 FF125
- (565786) 2017 FS125
- (565787) 2017 FW125
- (565788) 2017 FN126
- (565789) 2017 FV126
- (565790) 2017 FA127
- (565791) 2017 FZ128
- (565792) 2017 FT129
- (565793) 2017 FB132
- (565794) 2017 FX132
- (565795) 2017 FH133
- (565796) 2017 FQ133
- (565797) 2017 FG134
- (565798) 2017 FF135
- (565799) 2017 FA136
- (565800) 2017 FL136
- (565801) 2017 FT138
- (565802) 2017 FW138
- (565803) 2017 FA140
- (565804) 2017 FG140
- (565805) 2017 FN140
- (565806) 2017 FW140
- (565807) 2017 FN141
- (565808) 2017 FM142
- (565809) 2017 FW145
- (565810) 2017 FN146
- (565811) 2017 FN147
- (565812) 2017 FC150
- (565813) 2017 FF150
- (565814) 2017 FV151
- (565815) 2017 FJ152
- (565816) 2017 FL153
- (565817) 2017 FK154
- (565818) 2017 FQ155
- (565819) 2017 FY155
- (565820) 2017 FA156
- (565821) 2017 FU156
- (565822) 2017 FL157
- (565823) 2017 FO157
- (565824) 2017 FN158
- (565825) 2017 FC159
- (565826) 2017 FG159
- (565827) 2017 FV159
- (565828) 2017 FD160
- (565829) 2017 FQ160
- (565830) 2017 FR160
- (565831) 2017 FT160
- (565832) 2017 FU160
- (565833) 2017 FA161
- (565834) 2017 FF161
- (565835) 2017 FG161
- (565836) 2017 FK161
- (565837) 2017 FW161
- (565838) 2017 FY162
- (565839) 2017 GN
- (565840) 2017 GR
- (565841) 2017 GG2
- (565842) 2017 GN3
- (565843) 2017 GU3
- (565844) 2017 GA4
- (565845) 2017 GK8
- (565846) 2017 GL8
- (565847) 2017 GS8
- (565848) 2017 GB9
- (565849) 2017 GC9
- (565850) 2017 GJ9
- (565851) 2017 GP9
- (565852) 2017 GQ9
- (565853) 2017 GD10
- (565854) 2017 GO10
- (565855) 2017 GP10
- (565856) 2017 GT10
- (565857) 2017 GY12
- (565858) 2017 GZ19
- (565859) 2017 HT5
- (565860) 2017 HU5
- (565861) 2017 HZ5
- (565862) 2017 HC6
- (565863) 2017 HA7
- (565864) 2017 HH7
- (565865) 2017 HV7
- (565866) 2017 HW7
- (565867) 2017 HD8
- (565868) 2017 HF8
- (565869) 2017 HL8
- (565870) 2017 HM8
- (565871) 2017 HT9
- (565872) 2017 HG10
- (565873) 2017 HM10
- (565874) 2017 HP10
- (565875) 2017 HR10
- (565876) 2017 HT10
- (565877) 2017 HC11
- (565878) 2017 HE11
- (565879) 2017 HT11
- (565880) 2017 HW11
- (565881) 2017 HX11
- (565882) 2017 HO12
- (565883) 2017 HQ12
- (565884) 2017 HS12
- (565885) 2017 HJ13
- (565886) 2017 HP13
- (565887) 2017 HA14
- (565888) 2017 HG14
- (565889) 2017 HH14
- (565890) 2017 HR14
- (565891) 2017 HA15
- (565892) 2017 HG15
- (565893) 2017 HL15
- (565894) 2017 HP15
- (565895) 2017 HD16
- (565896) 2017 HN16
- (565897) 2017 HV16
- (565898) 2017 HE18
- (565899) 2017 HH18
- (565900) 2017 HR18
- (565901) 2017 HT18
- (565902) 2017 HC19
- (565903) 2017 HS19
- (565904) 2017 HW19
- (565905) 2017 HY19
- (565906) 2017 HE20
- (565907) 2017 HF21
- (565908) 2017 HN21
- (565909) 2017 HM22
- (565910) 2017 HT22
- (565911) 2017 HX22
- (565912) 2017 HA23
- (565913) 2017 HE23
- (565914) 2017 HG23
- (565915) 2017 HJ23
- (565916) 2017 HB24
- (565917) 2017 HD25
- (565918) 2017 HH25
- (565919) 2017 HM25
- (565920) 2017 HW25
- (565921) 2017 HC28
- (565922) 2017 HQ28
- (565923) 2017 HO31
- (565924) 2017 HA32
- (565925) 2017 HE32
- (565926) 2017 HG34
- (565927) 2017 HZ34
- (565928) 2017 HE35
- (565929) 2017 HP35
- (565930) 2017 HM36
- (565931) 2017 HQ36
- (565932) 2017 HM37
- (565933) 2017 HP39
- (565934) 2017 HO40
- (565935) 2017 HJ42
- (565936) 2017 HL42
- (565937) 2017 HD44
- (565938) 2017 HS44
- (565939) 2017 HW44
- (565940) 2017 HY45
- (565941) 2017 HD47
- (565942) 2017 HS47
- (565943) 2017 HA48
- (565944) 2017 HN48
- (565945) 2017 HF50
- (565946) 2017 HH56
- (565947) 2017 HT61
- (565948) 2017 HV61
- (565949) 2017 HX61
- (565950) 2017 HB62
- (565951) 2017 HO62
- (565952) 2017 HQ62
- (565953) 2017 HU62
- (565954) 2017 HC63
- (565955) 2017 HT68
- (565956) 2017 JO
- (565957) 2017 JG4
- (565958) 2017 JH4
- (565959) 2017 JA5
- (565960) 2017 JH5
- (565961) 2017 JK5
- (565962) 2017 JZ5
- (565963) 2017 JG6
- (565964) 2017 KG
- (565965) 2017 KN
- (565966) 2017 KO
- (565967) 2017 KS
- (565968) 2017 KU
- (565969) 2017 KH1
- (565970) 2017 KK1
- (565971) 2017 KN1
- (565972) 2017 KZ1
- (565973) 2017 KP5
- (565974) 2017 KU5
- (565975) 2017 KN7
- (565976) 2017 KP8
- (565977) 2017 KY8
- (565978) 2017 KG9
- (565979) 2017 KK9
- (565980) 2017 KZ10
- (565981) 2017 KB11
- (565982) 2017 KC11
- (565983) 2017 KL11
- (565984) 2017 KO11
- (565985) 2017 KX11
- (565986) 2017 KH12
- (565987) 2017 KV12
- (565988) 2017 KX12
- (565989) 2017 KB13
- (565990) 2017 KM13
- (565991) 2017 KJ14
- (565992) 2017 KS14
- (565993) 2017 KG15
- (565994) 2017 KH15
- (565995) 2017 KQ15
- (565996) 2017 KM16
- (565997) 2017 KP16
- (565998) 2017 KY16
- (565999) 2017 KF17
- (566000) 2017 KL18